# Albert IV de Mecklembourg
Pour les articles homonymes, voir Albert IV.
Albert IV de Mecklembourg (allemand : Albrecht IV von Mecklenburg; né avant 1363 - 24/31 décembre 1388) fut corégent de Mecklembourg de 1383 à 1388.

## Biographie
Alabert IV est le fils du duc Henri III de Mecklembourg et de son épouse Ingeborge 
de Danemark († 1370), fille aînée de Valdemar IV de Danemark.
De ce fait Albert reconnu « héritier du Danemark » en 1375  est un prétendant au trône de Danemark après  la mort de son grand-père le  Valdemar IV, mais son cousin Oluf III fils de Marguerite de Danemark la sœur cadette de sa mère lui est préféré.
Après la mort de son père Henri en 1383, Albert règne conjointement sur le  Mecklembourg avec ses oncles Albert III et Magnus Ier et son cousin Jean IV. Il épouse Elisabeth de Holstein, la fille du comte associé Nicolas de Holstein-Rendsburg († 1397) et meurt en décembre 1388 sans laisser de postérité. En 1404 sa veuve se remarie avec le duc  Éric V de Saxe-Lauenbourg.